# Таламона
Таламо́на (итал. Talamona) — коммуна в Италии, в провинции Сондрио области Ломбардия.
Население составляет 4 501 человек, плотность населения составляет 214 чел./км². Занимает площадь 21 км². Почтовый индекс — 23018. Телефонный код — 0342.
В коммуне 8 сентября особо празднуется Рождество Пресвятой Богородицы.